# Американська добровольча група

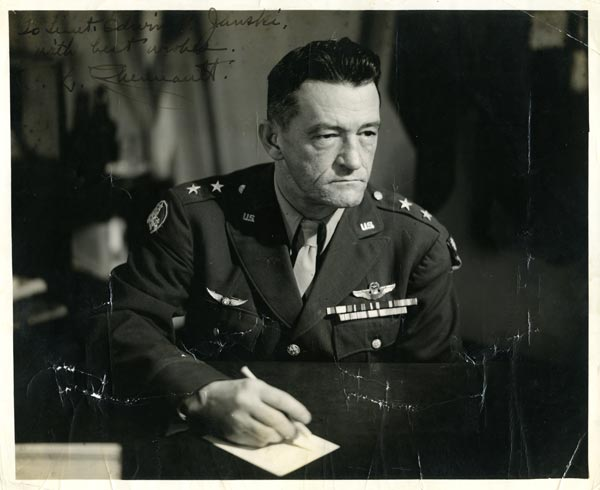
Клер Лі Ченно (1893—1958) відіграв важливу роль у впровадженні AVGs

Американська добровольча група (англ. American Volunteer Groups, AVG) — добровольчі авіаційні підрозділи, що організовані урядом Сполучених Штатів для допомоги уряду Китаю проти Японії у Другій японо-китайській війні. Єдиним підрозділом, який фактично брав участь у боях, був 1-й AVG, широко відомий як «Летючі тигри».
Щоб допомогти уряду Китаю та чинити тиск на Японію, президент Франклін Рузвельт у квітні 1941 року дозволив створити підпільний «Спеціальний авіаційний підрозділ», який складався з трьох бойових груп, оснащених американськими літаками та укомплектованих авіаторами та техніками, які були набрані з армії, флоту та морської піхоти США для служби в Китаї. Програма була розроблена взимку 1940—1941 рр. Клер Лі Ченно, тодішнім повітряним радником лідера китайських націоналістів Чан Кайші, і Локліном Керрі, молодим економістом у Білому домі Рузвельта. Вони передбачали невеликий авіаційний корпус із 500 бойових літаків, хоча врешті чисельність скоротили до 200 винищувачів і 66 легких бомбардувальників.

## 1-й AVG

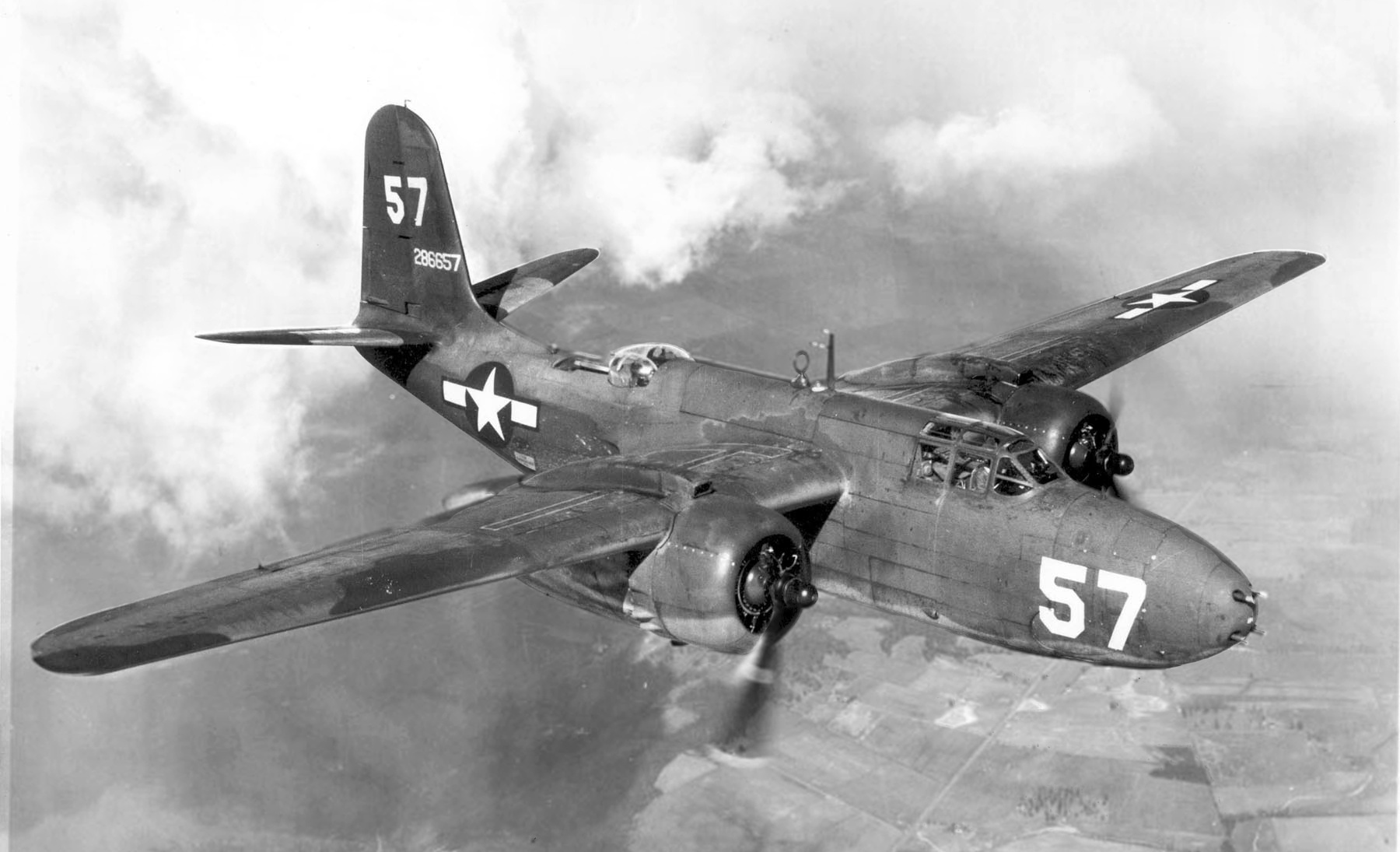
Douglas A-20 Havoc ВПС США

Першу американську волонтерську групу було набрано, починаючи з 15 квітня 1941 року, коли президент Рузвельт підписав неопублікований указ. Сто літаків Curtiss P-40B було отримано від Curtiss-Wright, переконавши британський уряд прийняти більш досконалу партію P-40 в обмін. У листопаді 1941 року група зібралася на авіабазі Мінгаладон у Бірмі для навчання, де її було організовано на три ескадрильї та створено штаб. Після японського вторгнення в Бірму AVG воювала разом з Королівськими ВПС при захисті Рангуна. Під командуванням Ченно «Летючі тигри» стали відомими під час захисту Бірми та Китаю. У липні 1942 року її було розформовано та замінено 23-ю винищувальною групою ВПС США (AAF).

## 2-й AVG

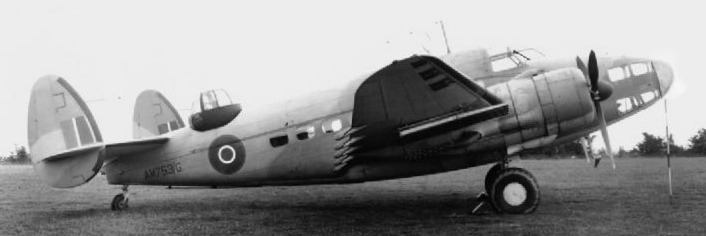
Lockheed Hudson (помічений у використанні RAF) був американським легким бомбардувальником і береговим розвідувальним літаком

Восени 1941 року 2-га американська група добровольців була оснащена 33 бомбардувальниками Lockheed Hudson (A-28) і 33 бомбардувальниками Douglas DB-7 (A-20), які спочатку побудували для Британії, але придбали армією США в рамках програми ленд-лізу, прийнятої на початку року. Восени 1941 року Central Aircraft Manufacturing Company найняла 82 пілоти та 359 членів наземного екіпажу з армії США. Частина з них відпливли до Азії на борту Bloemfontein. Інші прибули до Сан-Франциско і мали вилетіти на борту Lockheed Hudson 10 грудня. Літаки Douglas DB-7 мали відправити вантажним судном до Африки, щоб їх зібрати та переправити до Китаю, але напад на Перл-Харбор 7 грудня 1941 року перервав програму. Судна в морі перенаправили до Австралії, літаки повернули до американської служби, а більшість особового складу приєдналася до військових або в Австралії, або в США.

## 3-й AVG
3-тя AVG мала бути такою ж бойовою групою, як 1-ша. Оскільки 2-га AVG була набрана з армії США, набір до 3-ї мав бути обмежений ВМС США та Корпусом морської піхоти, починаючи з перших місяців 1942 року. Ці плани також були зірвані внаслідок вступу США у Другу світову війну.